# Melissa O'Neil
 (juillet 2022).
Pour les articles homonymes, voir O'Neill.
Melissa Crystal O'Neil, née le 12 juillet 1988 à Calgary en Alberta est une chanteuse et actrice canadienne.
En 2005, elle est la gagnante de la troisième saison de Canadian Idol. Depuis 2018, elle joue le rôle de l’officier de police Lucy Chen dans la série télévisée The Rookie : Le flic de Los Angeles.

## Biographie
Melissa O'Neil est née et a grandi à Calgary, Alberta (parents : Tim O'Neil et Alison Yeung), et a fréquenté l'école Lester B. Pearson High School. Sa mère est chinoise de Hong Kong et son père est d'origine Irlandaise. Elle a des ancêtres chinois, irlandais et français. Son nom chinois (chinois : 奧詩敏 ; pinyin : Ào Shī mǐn) lui a été donné par sa grand-mère est prononcé Oh Seemun en cantonais. Melissa a un frère plus jeune qu'elle, Colin.
Melissa O'Neil a travaillé dans une garderie, et a été impliquée dans des productions théâtrales musicales.
Elle a fréquenté Rex Goudie, autre concurrent de Canadian Idol, pendant la compétition. Elle participe à la comédie musicale Dirty Dancing à Toronto.

## Carrière

### Canadian Idol
L'audition de Melissa n'a pas été présentée lors de l'épisode des auditions de l'Ouest canadien de Canadian Idol.
À l'étape du Top 100, les performances de Melissa O'Neil n'ont pas été présentées en grande quantité, mais le premier jour, le moment où elle a chanté Concrete Angel a cappella a été diffusé. Le dernier jour de cette portion de la compétition, une séquence la montrait bloquée, oubliant les paroles de sa chanson. Cet oubli n'a eu aucune conséquence, les juges décidant de la faire passer à l'étape du Top 32.
O'Neil est devenue membre du Top 10 après avoir reçu le plus haut nombre de votes dans son groupe du Top 32, alors qu'elle avait chanté une chanson de Martina McBride, Concrete Angel. Elle a été parmi les trois participants ayant reçu le moins de vote lors des deux premières semaines de la compétition, malgré de bons commentaires des juges. Malgré tout, à partir de la troisième semaine, O'Neil est devenue, selon Zack Werner, « une menace pour remporter la compétition ». À partir de ce moment, elle ne s'est plus retrouvée parmi les participants ayant reçu le moins de votes.
Le 7 septembre 2005, O'Neil obtenait une place dans le Top 2.
Le 13 septembre 2005 (les performances du Top 2), le juge Zack Werner a dit à O'Neil que les manchettes du lendemain, dans les journaux, diraient « Le Roi [Kalan Porter] est mort, vive la Reine. »
le 14 septembre 2005, O'Neil défaisait Rex Goudie pour devenir la troisième Canadian Idol et la première femme à remporter le concours. Elle a gagné un contrat d'enregistrement avec Sony BMG et la chance de lancer la chanson du gagnant, Alive. Alive a été extrêmement populaire à la radio et continue de faire partie des listes de rotation.
Melissa O'Neil demeure la plus jeune Canadian Idol à l'époque.

#### Performances àCanadian Idol
Audition
- If I Ain't Got You (Artiste originale Alicia Keys)

Demi-finales
- Top 200 : On My Own  (de la comédie musicale Les Misérables)
- Top 32 : Concrete Angel (Artiste originale Martina McBride)

Top 10
- Top 10 : Believe In You de Amanda Marshall (En danger)
- Top 09 : Living for the City de Stevie Wonder (En danger)
- Top 08 : Holding Out for a Hero de Bonnie Tyler
- Top 07 : It's Delovely de Ella Fitzgerald
- Top 06 : Alone de Heart
- Top 05 : My Own Way To Rock de Burton Cummings
- Top 04 : A Little Less Conversation de Elvis Presley
- Top 04 : You'll Never Walk Alone de Elvis Presley
- Top 03 : The Old Apartment de Barenaked Ladies
- Top 03 : When I Fall de Barenaked Ladies
- Top 02 : Angel Of The Morning de Juice Newton
- Top 02 : A Broken Wing de Martina McBride
- Top 02 : Alive de Melissa O'Neil (Gagnante)
- Finale : The Devil Went Down to Georgia (avec Rex Goudie et Kalan Porter), Against All Odds' (avec Rex Goudie), It's Delovely de Ella Fitzgerald et Alive de Melissa O'Neil

### Carrière musicale
Sa chanson Alive sort le 4 octobre 2005. Elle obtient la première place du Nielsen SoundScan et est demeurée en tête jusqu'au 3 novembre. En janvier 2006, Alive est certifié quatre fois disque de platine.
Melissa O'Neil, son album éponyme, sort le 2 novembre 2005 et est certifié disque d'or au Canada (50 000 albums en magasin) en mars 2006. Elle reçoit son album d'or lors de la finale de la saison 4.
O'Neil entame la tournée pancanadienne Let It Go avec l'aspirant Rex Goudie le 17 février 2006 à North Bay.
Elle obtient une nomination pour le prix Juno en 2007 dans la catégorie Meilleur nouvel artiste, aux côtés de celle qui l'a remplacée comme Canadian Idol, Eva Avila ; Tomi Swick a remporté le trophée.
Elle a chanté dans la comédie musicale Dirty Dancing à Toronto.
En 2009, elle a rejoint le groupe God Made Me Funky.

### Carrière d'actrice
Melissa O'Neil poursuit depuis 2015 une carrière d'actrice.
Elle obtient en 2015 le rôle principal de Deux / Portia Lin / Rebbeca dans la série de science-fiction canadienne Dark Matter.
En octobre 2018, Melissa O'Neil a été choisie pour le rôle de l'officier Lucy Chen dans la série dramatique policière The Rookie : Le Flic de Los Angeles, où elle joue une jeune recrue face à Nathan Fillion, Eric Winter, Alyssa Diaz et Richard T. Jones.

## Discographie

### Albums
- Melissa O'Neil (2005)

### Singles
- Alive
- Let It Go
- Speechless

### On l'entend sur
- Canadian Idol: High Notes (2005)

Piste no 6: Concrete Angel
- Rex Goudie: Under The Lights (2005)

Piste no 11: Whiskey Lullaby

## Palmarès
Speechless
| Canadian BDS Airplay Chart | Canadian BDS Airplay Chart | Canadian BDS Airplay Chart | Canadian BDS Airplay Chart | Canadian BDS Airplay Chart | Canadian BDS Airplay Chart | Canadian BDS Airplay Chart | Canadian BDS Airplay Chart | Canadian BDS Airplay Chart | Canadian BDS Airplay Chart | Canadian BDS Airplay Chart | Canadian BDS Airplay Chart | Canadian BDS Airplay Chart | Canadian BDS Airplay Chart | Canadian BDS Airplay Chart |
| Week                       | 01                         | 02                         | 03                         | 04                         | 05                         | 06                         | 07                         | 08                         | 09                         | 10                         | 11                         | 12                         | 13                         | 14                         |
| -------------------------- | -------------------------- | -------------------------- | -------------------------- | -------------------------- | -------------------------- | -------------------------- | -------------------------- | -------------------------- | -------------------------- | -------------------------- | -------------------------- | -------------------------- | -------------------------- | -------------------------- |
| Chart position             | 90                         | 72                         | 57                         | 54                         | 43                         | 39                         | 36                         | 36                         | 31                         | 41                         | 47                         | 57                         | 66                         | 88                         |

## Filmographie
- 2015 : This Life (en) : Sarah (7 épisodes)
- 2016 : Rogue : Jennifer (8 épisodes)
- 2016: Second Jen : Naomi (1 épisode)
- 2017 : Lost Generation : Tasha (5 épisodes)
- 2015-2017 : Dark Matter : Deux / Portia Lin / Rebbeca (rôle principal, 39 épisodes)
- 2017 : Ransom : Drita Jakupi (épisode 10 - L'Artiste)
- 2018 : Condor : Janice (saison 1, 5 épisodes)
- 2018 : L'Ombre d'Emily : Beth
- depuis 2018 : The Rookie : Le Flic de Los Angeles : Lucy Chen (rôle principal, 108 épisodes)
- 2018 : iZombie (série télévisée) : Suki (5 épisodes)
- 2022 : The Rookie: Feds : Lucy Chen (2 épisodes)